# Narator

Naratorul este persoana care povestește o anumită întâmplare, fiind inventat odată cu textul de către autor. El este o „voce” căreia autorul îi încredințează misiunea de a povesti faptele, de a descrie locurile și personajele. Se regăsește în operele epice (a nu se confunda cu eul liric, care se gaseste in operele lirice).

## Tipuri de naratori după perspectivă
Sunt trei tipuri de perspectivă narativă: viziune din spate, din afară sau narațiune la persoana I (narator personaj)

### Narator omniscient
Relatarea evenimentelor se face la persoana a III-a, iar „vocea” pare să cunoască tot ce li se întâmplă personajelor.

### Narator obiectiv
Caracteristic realismului, relatarea evenimentelor se face la persoana a III-a, dar naratorul nu cunoaște toate detaliile.

### Narator subiectiv
Când relatarea se face la persoana I, naratorul se numește narator subiectiv, acesta devenind participant în acțiune (subiect), exprimându-și părerea cu privire la fapte, locuri sau personaje. Acest fapt poate interveni în veridicitatea faptelor relatate, narațiunea devenind subiectivă.

### Naratori multipli
Structură în care perspectiva narativă se schimbă de la un personaj la altul. Un astfel de exemplu este seria Cântec de gheață și foc.

## Tipuri de naratori după funcție

### Narator colportor
Povestește o întâmplare la care nu a participat, ci a auzit-o de la alții. Prezintă povestea ca fiind adevărată.

### Narator martor
Este doar un martor al evenimentelor, deoarece povestește doar ceea ce vede. Nu este implicat în evenimente.

### Narator necreditabil
Nu dezvăluie cititorului tot ce cunoaște despre întâmplarile relatate; nu divulgă decât anumite fapte sau detalii pentru a induce cititorul în eroare, voluntar sau involuntar, conștient sau inconștient. Naratorii necreditabili se mai disting în funcție de gradul de implicare în faptele relatate sau în funcție de distanța față de acestea. De exemplu: 
- Holden în De veghe în lanul de secară este narator-personaj care se confruntă cu imaginea de sine relativ la maturizare și involuntar reprezintă acțiunea diferit pentru a se justifica
- Personajul eponim în Miles Gloriossus se exagerează faptele sale de vitejie voluntar
- Joker oferă mereu o relatare diferită despre trecutul lui
- Naratorul din Fight Club, involuntar, narator-personaj
- Fata dispărută, voluntar, personaj secundar